# 贝纳茨维莱尔
贝纳茨维莱尔（法語：Bernardswiller，发音：[bɛʁnaʁt͡svilɛʁ]；德语：Bernhardsweiler；阿尔萨斯语：Batschwiller）是法国下莱茵省的一个市镇，属于塞莱斯塔-埃尔什泰因区（Sélestat-Erstein）和上奈县（Obernai）。该市镇总面积5.53平方公里，2009年时的人口为1421人。

## 人口
贝纳茨维莱尔人口变化图示